# Burhan Sargın
Burhan Sargın (Ankara, 11 febbraio 1929 – 15 settembre 2023) è stato un calciatore turco, di ruolo attaccante.
Fu soprannominato Canavar (La Bestia).
Aveva due figlie, Nazlı e Aslı Sargın.